# Мина (дворянский род)
Мина (укр. Міна; пол. Mina) — украинский и польский дворянский род, герб которого внесён в гербовник Малороссийского дворянства. Потомки рода Одровонж (пол. Odrowąż).

## Описание герба
В красном поле серебряная стрела, раздвоеная внизу закругленными концами. Нашлемник: павлиний хвост, пронзенный подобной же стрелою (Одровонж). Герб этот в X веке перенесён из Моравии.

## Наиболее известные представители рода
- Григорий Мина — веркиевкий наказной сотник, основатель рода (1736).